# Четиридесети конгрес на Македонската патриотична организация
Четиридесетият конгрес на Македонските патриотични организации (МПО) се провежда през септември 1961 година в Кливлънд, Охайо, САЩ. 